# 中継方式
電気通信において中継方式 (ちゅうけいほうしき) は、伝送路で減衰した信号を増幅し、別の伝送路へ送り出す方式を言う。また、情報伝送ネットワーク構成を指すこともある。

## 種類

### 電波・マイクロ波

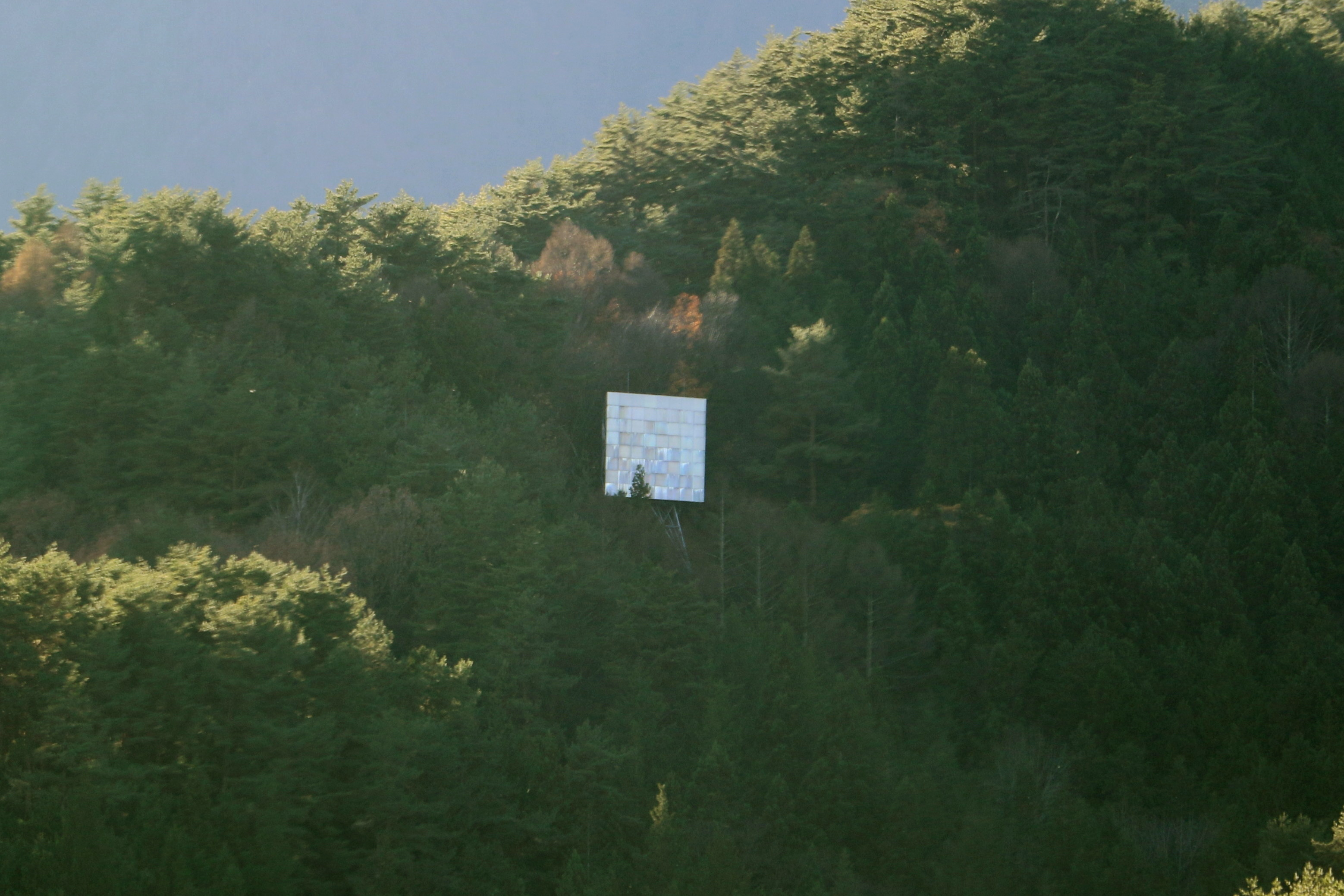
山の中腹に設置された無給電中継装置

再生中継
中継局において受信したマイクロ波をいったん復調して信号の波形を整え、また同期を取り直してから再び変調して送信する方式。
ヘテロダイン中継方式
中継局において受信したマイクロ波を中間周波数に変換して増幅し、再びマイクロ波に変換して送信する方式。
直接中継方式
中継局において受信したマイクロ波を固体増幅器等でそのまま増幅して送信する方式。
無給電中継方式
反射板等で電波の方向を変えることで中継を行う。
２周波中継方式
中継区間毎に２つの周波数を交互に用いて送受信する方式。

### 光ファイバ
トランスポンダを用いる。等価増幅（Reshaping）、リタイミング（Retiming）、識別再生（Regenerating）の3つの機能があり、頭文字をとって3R機能という。

## 方式の比較
| 方式       | 伝送信号     | 伝送路           | 原理                                                                           | 遅延時間 | 回路規模 | 特徴                                       | 用途                                                          |
| ---------- | ------------ | ---------------- | ------------------------------------------------------------------------------ | -------- | -------- | ------------------------------------------ | ------------------------------------------------------------- |
| 再生中継   | デジタル     | 光ファイバー     | 光電変換を行い誤り訂正を行って電光変換し送出                                   | 大       | 大       | 誤り訂正が可能                             | 時分割多重光通信                                              |
| 再生中継   | デジタル     | 電波（自由空間） | 復調し誤り訂正を行って変調し送出                                               | 大       | 大       | 誤り訂正が可能                             | 長距離マイクロ波固定無線回線                                  |
| 再生中継   | デジタル     | 電線             | 復調し誤り訂正を行って変調し送出                                               | 大       | 大       | 誤り訂正が可能                             |                                                               |
| 再生中継   | アナログ     | 光ファイバー     | 光電変換を行い波形整形して電光変換し送出                                       | 中       | 中       | 各チャネルの伝送路での特性差の補正が可能   |                                                               |
| 再生中継   | アナログ     | 電波             | 復調し波形整形して変調し送出                                                   | 中       | 中       | 各チャネルの伝送路での特性差の補正が可能   |                                                               |
| 再生中継   | アナログ     | 電線             | 復調し波形整形して変調し送出                                                   | 中       | 中       | 各チャネルの伝送路での特性差の補正が可能   |                                                               |
| 再生中継   | アナログ音声 | 電波             | 復調音声信号をそのまま変調回路に直結し送出                                     | 中       | 中       | 音質が劣化する、PTT方式では頭切れする      | アナログ業務無線、アナログMCA無線、アマチュア無線のリピータ局 |
| 非再生中継 | デジタル     | 光ファイバー     | 光信号のまま増幅                                                               | 小       | 小       | 多段中継を行う場合誤りが多くなる場合がある | 光波長多重通信                                                |
| 非再生中継 | デジタル     | 電波             | ブロードバンド信号を増幅して送出（周波数変換は行う場合と行わない場合とがある） | 小       | 小       | 多段中継を行う場合誤りが多くなる場合がある | 地上デジタル放送                                              |
| 非再生中継 | デジタル     | 電線             | ブロードバンド信号をそのまま増幅して送出                                       | 小       | 小       | 多段中継を行う場合誤りが多くなる場合がある | デジタルCATV                                                  |
| 非再生中継 | アナログ     | 光ファイバー     | 光信号のまま増幅                                                               | 小       | 小       | 各チャネルの特性差が蓄積される             |                                                               |
| 非再生中継 | アナログ     | 電波             | 変調されたまま増幅して送出（周波数変換は行う場合と行わない場合とがある）       | 中       | 中       | 各チャネルの特性差が蓄積される             | アナログ地上放送                                              |
| 非再生中継 | アナログ     | 電線             | そのまま増幅して送出                                                           | 中       | 中       | 各チャネルの特性差が蓄積される             | アナログCATV・搬送電話                                        |